# Кружалин, Александр Павлович
Алекса́ндр Па́влович Кружа́лин (1963—2011) — российский военный лётчик-испытатель Лётно-испытательного центра им. В. П. Чкалова, полковник. Заслуженный лётчик-испытатель Российской Федерации, Герой Российской Федерации (2012). Заслуженный лётчик-испытатель Российской Федерации.

## Биография
Родился 18 октября 1963 года в Липецке.
В Вооружённых силах СССР с 1979 года. В 1984 году окончил Ейское высшее военное авиационное училище лётчиков имени В. М. Комарова. Служил на должности лётчика в строевой части истребительно-бомбардировочной авиации на самолёте Су-17. Затем освоил штурмовик Су-25.
В 1993 году поступил в Центр подготовки лётчиков-испытателей (ЦПЛИ) ГЛИЦ им. В.П. Чкалова, окончил который в 1995 году и стал лётчиком-испытателем службы лётных испытаний истребительной авиации Первого научно-испытательного управления. Активно участвовал в испытаниях самолётов и в освоении новой авиационной техники, обучал лётный состав. Начальник лётно-испытательного центра ГЛИЦ им. Чкалова, в котором проработал около 16 лет. За это время участвовал в испытаниях самолетов Су-25СМ, Су-27СМ, Су-30МКК, Су-30МКИ, МиГ-29СМТ и Су-34. Работая с самолетами «Су» и «МиГ», он стал первым из военных лётчиков, выполнившим испытательный полёт на новейшем многофункциональном истребителе Су-35.
Заочно окончил Военно-воздушную академию имени Ю. А. Гагарина.
Погиб 23 июня 2011 года в районе хуторов Кабаново и Гриньково (Астраханская область) при выполнении сложного пилотажа во время испытательного полёта. Его палубный истребитель МиГ-29КУБ, вылетевший с аэродрома Ахтубинск, потерпел катастрофу. Самолёт принадлежал Российской самолётостроительной корпорации «МиГ» и являлся первым прототипом МиГ-29КУБ, модификации, созданной для оснащения авианосца Викрамадитья (бывш. «Адмирал Горшков»). Сначала в прессе появилась информация, что оба лётчика успели катапультироваться, но погибли. Позже представители Минобороны официально заявили, что оба пилота, Олег Спичка и Александр Кружалин, погибли в результате катастрофы. Когда пилоты поняли, что опытную машину уже не спасти, они решили отвести её от населённого пункта (хутора Кабаново), спасая тем самым её жителей.

## Награды
- Герой Российской Федерации (30.03.2012, посмертно)
- Орден «За заслуги перед Отечеством» IV степени (2008)
- Медали

## Память
- В июле 2011 года на месте гибели А. П. Кружалина и О. Л. Спички установлена памятная стела.
- Имена Героев увековечены в Ахтубинске на мемориале «Крыло Икара», посвященном лётчикам-испытателям, не вернувшимся из полёта.